# Bibliothèque de l'université et de la Société industrielle de Mulhouse
La bibliothèque de l'université et de la Société industrielle de Mulhouse (BUSIM) est une bibliothèque appartenant au Service commun de documentation de l'université de Haute-Alsace. Elle se situe sur le campus de la Fonderie à Mulhouse.

## Origines et constitution
La bibliothèque de la Société industrielle de Mulhouse a été constituée dès la création de cette dernière, le 24 décembre 1825. Il s’agit d’une volonté forte des fondateurs de la SIM. En effet, l’article 4 des statuts sociaux prévoit « une bibliothèque, aussi complète que possible, de tous les ouvrages reconnus classiques, traitant des arts mécaniques et chimiques et des autres sciences y relatives ».
De même, l’article 2 du règlement prévoit de former « dans le local de la société, une bibliothèque et un cabinet de lecture des meilleurs ouvrages et journaux, tant français qu’étrangers, traitant des arts et sciences, ainsi que des collections de modèles, de plans et de produits manufacturés ».
Les différents comités de la SIM, d’abord Chimie et Mécanique, puis Commerce, Beaux-Arts, Histoire naturelle, complétés plus tard par les comités d’utilité publique, de l’industrie du papier, d’Histoire et de Statistique et une section de photographie, constituent et enrichissent peu à peu les fonds de la bibliothèque par des achats contrôlés scrupuleusement par le bibliothécaire.
L’échange du bulletin de la SIM contre d’autres publications et des dons très hétéroclites accroissent fortement le fonds. Joseph Kœchlin-Schlumberger, premier bibliothécaire de la SIM, géologue, lègue par exemple sa bibliothèque de recherche d’un volume d’environ 400 documents, Ferdinand Heilmann offre un recueil de gravures des Indes orientales. On peut encore citer le legs d’alsatiques en 1892 au décès du magistrat mulhousien Armand Weiss comprenant près de 4 500 volumes.
Au départ, cette bibliothèque est réservée aux seuls membres de la SIM. Mais en 1920, près d’un siècle après sa création, elle s’ouvre aux enseignants et étudiants des écoles supérieures puis au grand public en 1945.
En 1986, une convention passée entre la SIM et l’université de Haute-Alsace permet la création de la Bibliothèque de l’université et de la Société industrielle de Mulhouse (BUSIM).
Installée depuis sa création place de la Bourse à Mulhouse, la bibliothèque quitte en 2010 ces locaux qui n’étaient pas aux normes, ni en termes d’accueil du public ni en termes de conservation des documents et rejoint la Fonderie, ancien bâtiment industriel de la Société alsacienne de constructions mécaniques reconverti pour accueillir la faculté des sciences économiques sociales et juridiques de l’université de Haute-Alsace, la Kunsthalle de Mulhouse et les Archives municipales de Mulhouse. Située à présent au deuxième étage du bâtiment, elle accueille tous les publics universitaires et non universitaires.

## Description des fonds
Le fonds ancien de la SIM comprend près de 30 000 ouvrages ainsi qu’une collection exceptionnelle d’environ 1 000 titres de revues anciennes. À l’occasion du déménagement de 2010, le fonds a été scindé en deux : les collections d’histoire des sciences et techniques, de beaux-arts (issues du rassemblement des collections de la SIM et du Musée des beaux-arts ), de sciences sociales rejoignent la Fonderie, tandis que le fonds Armand Weiss (4 500 volumes) et la bibliothèque littéraire (1 300 volumes) ont rejoint la Bibliothèque municipale de Mulhouse en dépôt.
Le fonds patrimonial de la BUSIM est organisé en sections reflétant les préoccupations des membres de la SIM : beaux-arts, photographies, expositions, enseignement, alsatiques, droit, commerce, sciences sociales, industrie, navigation, chemin de fer, mines, gaz-électricité, textile, chimie, physique, mécanique, géologie, histoire naturelle, brevets d’inventions, numismatique. Des sections ont été ajoutées au fil des décennies pour rationaliser l’organisation du fonds.
Depuis 1986, ce fonds est complété par des acquisitions courantes de l’université de Haute-Alsace dans les domaines de l'histoire et la philosophie des sciences, la sociologie du travail, l'histoire économique et sociale, l'histoire des techniques, l'architecture et l'urbanisme industriels.
Les collections anciennes sont consultables sur place par toute personne inscrite à la bibliothèque. Les collections courantes sont empruntables à domicile.

## Valorisation des collections
En 2011, un groupement d'intérêt scientifique, le Pôle Documentaire de la Fonderie, est créé entre la SIM, le Service commun de documentation de l’université de Haute-Alsace dont dépend la BUSIM, le CRESAT (Centre de recherche sur les économies, les sociétés, les arts et les techniques ), les Archives municipales de Mulhouse (qui conserve les archives de la SIM après la fermeture du CERARE en 2009 ) et la Bibliothèque municipale de Mulhouse.
Ce GIS a pour vocation de mettre en valeur les collections de la SIM réparties entre ces différents centres documentaires et a abouti à la réalisation de nombreux projets, comme l’exposition « Mulhouse, gare centrale » ou la mise en ligne de la photothèque, bibliothèque numérique patrimoniale de collections numérisées.
Cette bibliothèque numérique est le fruit d’une étroite collaboration entre bibliothécaires, archivistes et enseignants-chercheurs pour la valorisation de collections spécifiques, comme la série des Portraits qui rassemble numériquement des photographies physiquement dispersées. L’ensemble des documents numérisés de la photothèque est également à retrouver sur Gallica.
Depuis février 2015, le Pôle Documentaire de la Fonderie fait découvrir chaque mois un Trésor conservé dans une institution partenaire grâce à la base Trésor du mois.